# Вайнштейн, Лев Альбертович
Лев Альбертович Вайнштейн (6 декабря 1920, Москва — 8 сентября 1989, там же) — советский учёный-радиофизик и преподаватель, член-корреспондент Академии наук СССР. Лауреат Государственной премии СССР.

## Биография
Сын экономиста Альберта Львовича Вайнштейна и Марии Андреевны Вайнштейн (урождённая Балашова). Окончил среднюю школу в 1938 году, поступил на физический факультет МГУ, закончив который в 1943 году продолжил учебу в аспирантуре. Руководителем Л. А. Вайнштейна на начальном этапе его научной карьеры был академик М. А. Леонтович. В 1947 году защитил кандидатскую диссертацию по теме «Теория дробового эффекта при наличии пространственного заряда». С 1946 по 1957 год работал в ЦНИРТИ, начальник лаборатории с 1953 года; в его лаборатории начинал свою научную деятельность П. Я. Уфимцев. В 1953 году защитил докторскую диссертацию по теме «Дифракция электромагнитных и звуковых волн на открытом конце волновода». С 1957 года перешёл (по рекомендации академика В. А. Фока) в Институт физических проблем АН СССР (главный научный сотрудник с 1986 года).
Профессор МФТИ с 1959 года. Основатель собственной научной школы, руководитель проводившихся в СССР семинаров и школ по дифракции и СВЧ электронике. Внёс значительный вклад в становление саратовской научной школы Д. И. Трубецкова (член-корреспондент РАН, завкафедрой электроники, колебаний и волн Саратовского государственного университета).
Член-корреспондент АН СССР по Отделению общей и прикладной физики, специализация «радиофизика и радиотехника» с 1966 г.
Научные труды Л. А. Вайнштейна относятся к теории дифракции, теории открытых резонаторов, распространению волн в околоземном пространстве, сверхвысокочастотной электронике (им разработана нелинейная теория лампы бегущей волны), теории передачи сигналов. Теоретические методы, разработанные Вайнштейном, имели большое значение для проектирования систем радиолокации, устройств техники СВЧ, лазеров. Введённая им в работах 1953 года универсальная функция, через которую выражается решение ряда задач квазиоптики, получила в дальнейшем название дифракционной U(s, p)-функции Вайнштейна.
В последние годы жизни занимался статистикой фотоотсчётов, теорией фликкер — шума, теорией кооперативного излучения, теорией лазера на свободных электронах.
Похоронен на Николо-Архангельском кладбище.

## Семья
Жена — Лидия Юдинсон (первым браком была замужем за математиком Мстиславом Грабарём, сыном И. Э. Грабаря).

## Основные опубликованные труды
- «Дифракция электромагнитных и звуковых волн на открытом конце волновода» (1953);
- «Выделение сигналов на фоне случайных помех», совместно с В. Д. Зубаковым (1960);
- «Теория диффракции и метод факторизации» (1966);
- «Открытые резонаторы и открытые волноводы» (1966);
- «Лекции по высокочастотной электронике», совместно с В. А. Солнцевым (1973);
- «Разделение частот в теории колебаний и волн», совместно с Д. Е. Вакманом (1983).
- «Электромагнитные волны» (2-е изд. 1988);

Редактор и автор сборников «Электроника больших мощностей» (1962—1969).
(Всего — более 160 научных работ и 9 монографий)

## Награды
- Орден «Знак Почёта» (1953, 1975), медали СССР.
- Лауреат премии имени Л. И. Мандельштама (АН СССР, 1948)
- Лауреат Государственной премии СССР (1990, посмертно).